# Sarah & hij
Sarah & hij is een korte film uit 2007 die is geproduceerd in het kader van Kort! 7.

## Inhoud
Sarahs vriend wil de verjaardag van hun relatie vieren met een gezellig diner, maar Sarah heeft eigenlijk geen tijd en aandacht voor hem. Ze ziet hem boos vertrekken. Uit haar raam ziet ze vervolgens vier andere stelletjes, elk met hun eigen strubbelingen. Ze ziet haar eigen relatie weerspiegeld in die van de anderen en trekt hier een les uit.

## Acteurs
- Karien Noordhoff
- Gijs Naber
- Bracha van Doesburgh
- Johnny de Mol
- Eva van der Gucht
- Rogier Philipoom
- Loes Haverkort
- Juda Goslinga
- Janna Fassaert
- Mohammed Azaay